# سامسونج جالكسي نوت 2
سامسونغ جالكسي نوت 2 هو هاتف ذكي تقدمه شركة سامسونج الكورية. وقد أُطلقت الحملة الترويجية له بعنوان «كن مبدعاً»

## المواصفات والمزايا
- يأتي الهاتف بعدة ألوان الرمادي، الأبيض , الأزرق، البني والأسود.
- يدعم شبكات 3G+4G.
- مزوّد بشاشة 5,5 بوصة بدقة 1280x720 وعمق ألوان 267؛ وذلك أقل بقليل من دقة جهاز جالاكسي نوت الذي يأتي بدقة 800x1280 وعمق ألوان 285. تعمل الشاشة بنظام HD SUPER AMOLED.
- مزود بمعالج A9 كورتيس بسرعة 1,6
- مزود بكاميرا خلفية 8 ميغا بكسل، قادة على تصوير فيديو HD 720p.
- مزود بكاميرا أمامية 1,9 ميغا بكسل قادرة على تصوير فيديو بدقة 480p.
- قوة البطارية 3100 ملي أمبير.
- الهاتف مزوداً بقلم S PEN ويعمل على نظام جيلي بين 4,1
- الهاتف مزود بمصباحLED فوق الشاشة
- يوجد لديه راديو FM
- مطور من سامسونج للإلكترونيات